# Министерство гражданства и иммиграции Канады
Министерство гражданства и иммиграции Канады отвечает за вопросы, связанные с иммиграцией и выдачей гражданства. Отдел был создан в 1994 году после реорганизации федерального правительства.
До 1994 года иммиграция была передана в несколько министерств:
- Министерство иммиграции и колонизации с 1917 по 1936 г.
- Министерство горнорудной промышленности и ресурсов с 1936 по 1950 год
- Управление по делам гражданства и иммиграции с 1950 по 1966 год
- Министерство трудовых ресурсов и иммиграции с 1966 по 1977 г.
- Министерство занятости и иммиграции с 1977 по 1991 год
- Министерство мультикультурализма и гражданства с 1991 по 1994 год

Нынешним министром по вопросам гражданства и иммиграции является Ахмед Хуссен.
Министерство управляет широкой сетью "центров гражданства и иммиграции" по всей Канаде и в многочисленных посольствах, верховных комиссиях и консульствах за рубежом.

## Финансирование
Министерство  помогает иммигрантам и беженцам обосноваться в Канаде через финансирование организаций, таких как Ассоциация канадских опекунов, предоставляя новичкам необходимую помощь:
- Обучение языкам для вновь прибывших в Канаду
- Программа по обустройству и адаптации иммигрантов
- Программа содействия переселению (для переселенных беженцев)
- Информационная поддержка:
  - Информация о жизни в Канаде
  - Поиск работы
  - Участие в общественной деятельности

## Кадровый состав
- Министр гражданства и иммиграции
  - Заместитель министра
  - Помощник заместителя министра по стратегической и программной политике
  - Помощник заместителя министра по операциям
  - Помощник заместителя министра, корпоративные услуги
  - Помощник заместителя министра, модернизация обслуживания клиентов